# داء مورتيمر
داء مورتيمر هو مرض جلدي يتميز بوجود بقع حمراء تظهر في جميع أنحاء الوجه واليدين، وتنتشر في جميع أنحاء الجسم بأشكال متماثلة تقريبًا. يشير عدم وجود قرح ولا قشور في هذا المرض إلى أنه مختلف عن الذئبة التدرنية الشائعة. تم توثيق هذا المرض أصلاً عن طريق جوناثان هاتشينسون (Jonathan Hutchinson) (من 1828م حتى 1913م)، ثم سُمي باسم الشخص الذي أصيب به، وهي السيدة مورتيمر.